# Victor Ratka
Victor Ratka (* 27. November 1895 in Ober Lazisk; † 5. April 1966 in Heitersheim) war ein deutsch-polnischer Psychiater, der als Direktor der Gauheilanstalt Tiegenhof und T4-Gutachter tief in die NS-Euthanasieverbrechen involviert war.

## Leben
Ratka, ein aus Schlesien stammender volksdeutscher Psychiater, war ab 1928 als Oberarzt an der polnischen Anstalt Lublinitz beschäftigt. Ab 1934 war er Direktor der polnischen Anstalt Dziekanka bei Gnesen, die nach dem deutschen Überfall auf Polen am 11. September 1939 in Gauheilanstalt Tiegenhof umbenannt wurde. Ratka konnte nach der deutschen Besetzung Polens im Amt bleiben, da er mit den deutschen Besatzern kollaborierte.
Zunächst wurden über 1000 polnische Anstaltsinsassen durch das Sonderkommando Lange in Gaswagen ermordet. Nach dem Ende der ersten Mordphase wurden ab Ende 1941 Anstaltsinsassen aus dem Altreich nach Tiegenhof verlegt und dort durch Nahrungsentzug und Gaben tödlicher Medikamentencocktails ermordet.
Ratka war ab dem 10. September 1941 für einige Zeit bei der Zentraldienststelle T4 als T4-Gutachter für „Selektionen“ von Kranken und Behinderten tätig. Er nahm auch im Rahmen der Aktion 14f13 an Selektionen arbeitsunfähiger KZ-Häftlinge teil, die nach ihrer Aussonderung ermordet wurden. Ratka beantragte am 23. März 1943 die Aufnahme in die NSDAP und wurde zum 1. Oktober desselben Jahres aufgenommen (Mitgliedsnummer 9.630.982).
Kurz vor der Einnahme der Gauheilanstalt Tiegenhof durch die Rote Armee setzte sich Ratka im Januar 1945 ins Altreich ab und befand sich bei Kriegsende in der Landesheil- und Pflegeanstalt Pfafferode in Pfafferode bei Mühlhausen/Thüringen. Im März 1949 floh er aus der Sowjetischen Besatzungszone nach Wabern in Nordhessen. Ratka wurde im Rahmen der Entnazifizierung in Kassel als „Mitläufer“ eingestuft. Er lebte schließlich als Pensionär in Baden. Gegen Ratka erging am 8. August 1961 Haftbefehl wegen seiner Beteiligung an der Aktion 14f13. Er galt als haftunfähig. Das Ermittlungsverfahren der Staatsanwaltschaft Freiburg gegen Ratka, der Morde in Tiegenhof bestritt, wurde nach seinem Tod eingestellt.